# Taco Bell
Taco Bell é uma cadeia estadunidense de restaurantes de fast-food, inspirada pela culinária mexicana e fundada por Glen Bell, após uma visita a uma franquia do McDonald's, em 1954.
Destaca-se de outras empresas do ramo por oferecer um cardápio baseado na culinária mexicana, ao invés de sanduíches convencionais ou Donuts.
O sistema de produção da comida, bem como o de embalagens, segue o modelo do McDonald´s, com uma linha de produção em etapas da comida e um acondicionamento em embalagens customizadas, descartáveis e com design próprio. Os rendimentos anuais do Taco Bell superam a casa dos 600 milhões de dólares (provenientes de vendas diretas e indiretas, franquias e marketing).
Possui filiais maioritariamente nos países norte-americanos, mas também apresenta outras (numericamente consideráveis) situadas em partes do globo como Reino Unido, Nova Zelândia, Austrália, Alemanha e no Brasil. Seus principais concorrentes são o Burger King e McDonald´s, sendo os únicos com maiores redes de lojas nos Estados Unidos.

## História
A Taco Bell foi fundada em 1946 como uma barraca de cachorros-quentes por Glen Bell em San Bernardino, Califórnia com o nome de Bell's Hamburgers and Hot Dogs. Depois de observar as filas de um restaurante mexicano que ficava do outro lado da rua, Bell decidiu abrir uma nova barraca vendendo tacos com o nome de Taco-Tia.
Nos anos seguintes, Bell abriu diversos restaurantes no Sul da Califórnia, incluindo quatro chamados El Taco. Bell vendeu a El Taco e abriu o primeiro Taco Bell em Downey em 1962.

## Produtos

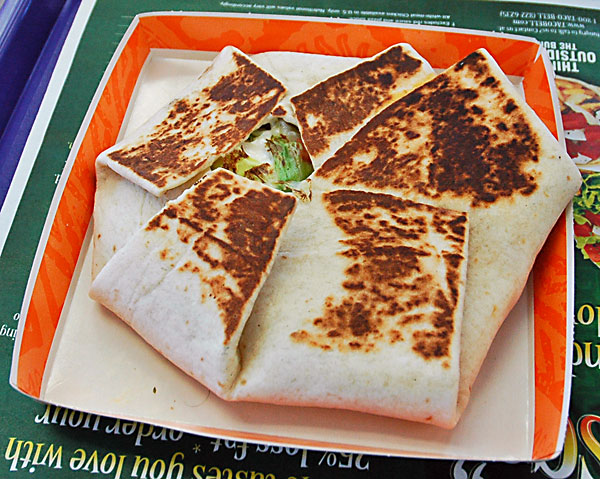
Uma refeição típica da Taco Bell

Seu principal produto é o taco, um prato típico do México, que consiste em uma massa, à base de milho, dobrada como um guardanapo, recheada de tomate, alface e carne moída com pimenta.
A opção pelo taco deu-se em virtude da busca por um prato rápido que substituísse o tradicional hambúrguer e agradasse ao paladar dos fregueses. O conceito de taco do Taco Bell pode ser jocosamente chamado de "hambúrguer mexicano".[carece de fontes?]
Além do taco, o cardápio inclui outras iguarias mexicanas tais como: Nacho (aperitivo de milho frito temperado), Guacamole (molho de abacate com tomate, acompanhado por Nachos), Chili (feijão encarnado com carne moída apimentada) e Burrito (panqueca de milho, recheada com Chili). Também vende, nos acompanhamentos, batidos, refrigerantes, sucos e sobremesas. Oferece refeições para viagem e sistema de drive-thru.[carece de fontes?]

## Presença internacional

Mapa com os países com franquias da Taco Bell.

Atualmente, a empresa possui mais de 2 500 restaurantes espalhados em mais de 30 países e territórios.

### No Brasil
Em 2016, o empresário Carlos Wizard Martins, fundador da rede de escolas Wizard, dono da rede Mundo Verde e das marcas de artigos esportivos Topper e Rainha, anunciou que adquiriu os direitos para aberturas de restaurantes Taco Bell no Brasil por meio da sua holding familiar Sforza. A primeira loja foi aberta em Setembro do mesmo ano em São Paulo e ao fim de 2016 a rede contava com 5 restaurantes na cidade.

### Em Portugal
A cadeia de restaurantes abriu os primeiros restaurantes em Portugal em 27 Dezembro de 2019. Os dois primeiros são no Norteshopping e no Almada Forum.
Em novembro de 2022 conta com 13 restaurantes em Portugal, um em Braga, quatro no Grande Porto, quatro na Grande Lisboa, dois no Algarve, um em Aveiro e outro no Funchal.

### Tentativa de expansão para o México
A Taco Bell tentou entrar no mercado mexicano duas vezes. Após um lançamento amplamente divulgado na Cidade do México em 1992, todos os restaurantes foram fechados dois anos depois. Em setembro de 2007, a Taco Bell retornou ao país em Monterrey, com um cardápio americanizado que incluía batatas fritas, mas fechou em janeiro de 2010 devido ao baixo patrocínio.